# Enrique Grey Fúnez
Enrique Grey Fúnez (La Ceiba; 12 de mayo de 1942-San Pedro Sula; 10 de agosto de 2021) fue un jugador y entrenador de fútbol hondureño.

## Trayectoria

### Como futbolista
Jugó con La Salle en el primer torneo profesional de la Liga Nacional de Honduras, anotando su primer gol el 15 de agosto de 1965.
Fue el campeón de goleo con 14 tantos y siguió marcando con ellos hasta la temporada 1968-69, ya que pasó a las filas del Marathón. El 16 de marzo de 1969 fue su último gol como jugador, ya que se retiró y se convirtió en entrenador.

### Como entrenador
Poco después, dirigió a sus exequipos de La Salle y Marathón, también al Atlántida, Real España, Vida, Juventud Morazánica, Olimpia, la selección sub-17 de Honduras, Real Maya, Izabal y JUCA de Guatemala.

## Selección nacional
En 1967 formó parte de la plantilla de la selección de Honduras anfritriona del tercer Campeonato de Naciones de la Concacaf. Finalizaron terceros por detrás de México y Guatemala respectivamente, pero consiguió dos goles, ambos frente a Haití.

### Participaciones en Campeonatos Concacaf
| Copa                                          | Sede     | Resultado    | Part. | Goles |
| --------------------------------------------- | -------- | ------------ | ----- | ----- |
| Campeonato de Naciones de la Concacaf de 1967 | Honduras | Tercer lugar | 3     | 2     |

## Palmarés

### Como jugador
| Distinción                                      | Año     |
| ----------------------------------------------- | ------- |
| Máximo goleador de la Liga Nacional de Honduras | 1965-66 |

### Como entrenador
| Título        | Equipo  | País     | Año     |
| ------------- | ------- | -------- | ------- |
| Liga Nacional | Olimpia | Honduras | 1984-85 |